# Аммиачная холодильная установка
Аммиачная холодильная установка (АХУ) — холодильная установка компрессионного или абсорбционного типа, в которой в качестве хладагента используется аммиак.

## Особенности
Поскольку аммиак — сильнодействующее ядовитое вещество, взрывоопасное и пожароопасное вещество, обладает удушающим и нейротропным действием объект, участок или площадка с установленной аммиачной холодильной установкой может быть химически опасным объектом, при этом в состав установки входит оборудование, работающее под избыточным давлением, которое также может привести к необходимости получения лицензии в соответствии с Положением о лицензировании эксплуатации взрывопожароопасных и химически опасных производственных объектов I, II и III классов опасности, Федеральным законом от 21.07.1997 № 116-ФЗ "О промышленной безопасности опасных производственных объектов" (см. Приложения 1 и 2) и Федеральным законом № 99-ФЗ "О лицензировании отдельных видов деятельности (см. пункт 12 статьи 12).
Использование аммиака, как потенциально опасного газа, достаточно строго регламентируется правилами безопасности аммиачных холодильных установок (ПБ 09-595-03). Ранее действующие Правила устройства и безопасной эксплуатации аммиачных холодильных установок не в полной мере обеспечивали их безопасность.
При этом ПБ 09-595-03 применяют в дополнение к Федеральным нормам и правилам в области промышленной безопасности "Общие правила взрывобезопасности для взрывопожароопасных химических, нефтехимических и нефтеперерабатывающих производств" (см. п.1.4 ПБ 09-595-03) и Федеральных норм и правил в области промышленной безопасности "Правила безопасности химически опасных производственных объектов".

## Преимущества аммиака как хладагента
Для аммиака характерно, что он:
- Экологически чист — поскольку является одним из продуктов жизнедеятельности живых организмов
- Не разрушает озоновый слой и не создает парниковый эффект
- Менее текуч чем фреоны, не проникает сквозь кристаллическую решетку черных металлов. Аммиачные магистрали могут выполняться из более дешевого по сравнению с цветными металлами железа. Более того, с многими цветными металлами аммиак вступает в химические реакции, образуя амиды металлов
- Аммиак значительно дешевле фреонов
- Удельная массовая производительность примерно в 3,5 раза превышает аналогичный показатель других хладагентов
- Обладает сильным резким запахом — что позволяет своевременно определять и устранять утечку

## Абсорбционная аммиачная холодильная машина
Абсорбционные водоаммиачные холодильные машины (АВХМ) устанавливают вне помещений на многоярусной металлической или железобетонной «этажерке». Последовательно расположенные на разных ярусах цилиндрические ёмкости образуют ректификационную колонну TS. Из генератора AT насыщенный пар аммиака с большим содержанием воды поступает в ректификационную колонну. Выход 7 колонны TS соединен с конденсатором V. Содержание воды в аммиаке на выходе из колонны составляет всего лишь 0,2 %. Отделенная в ректификационной колонне вода по трубопроводу 8 возвращается в генератор AT. Охлажденный в конденсаторе V жидкий аммиак скапливается в накопителе HS и по необходимости расходуется для охлаждения контура теплоносителя 1-2 через теплообменник WT3. Забирая тепло, аммиак вскипает, и в газовой фазе поступает в абсорбер AB. Процесс абсорбции связан со значительным выделением тепла. Абсорбер и подаваемый абсорбент (через теплообменник WT2) охлаждаются контуром охлаждения 9. Насыщенный раствор аммиака в воде по магистрали 6, дополнительно подогреваясь в теплообменнике WT1 возвращается в генератор AT.